# Миськів Дмитро
Миськів Дмитро (9 листопада 1907, с. Гайворонка, Австро-Угорщина — 27 березня 1960, Мюнхен, Німеччина) — член куреня Лісові Чорти від 1948 року; видатний громадський і політичний діяч; член Проводу Закордонних Частин ОУН, член КПС Німеччини. Близький співробітник Провідника ОУН (р) Степана Бандери.

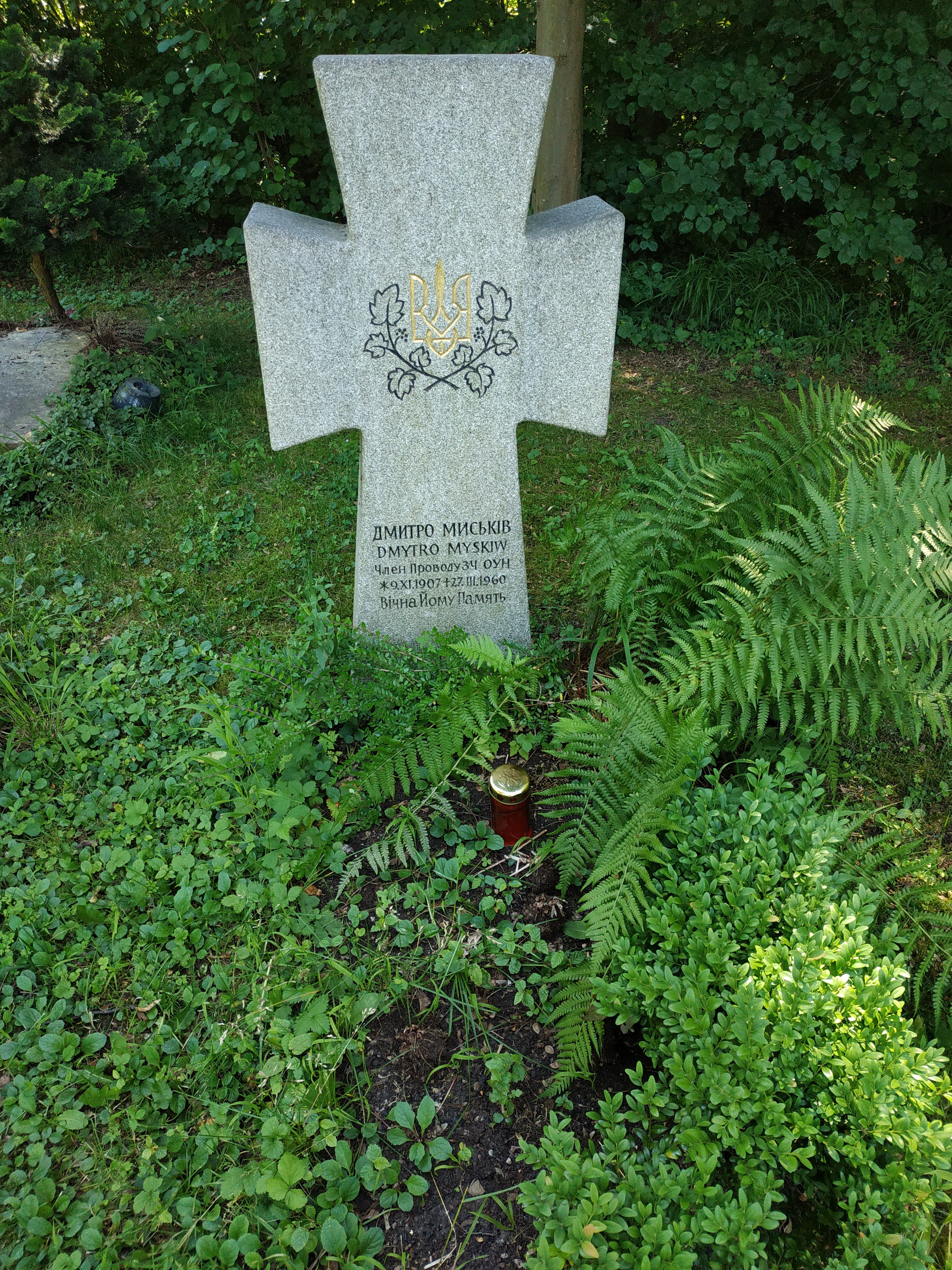
Могила Д.Миськіва сектор 430

Похований в Мюнхені на цвинтарі Вальдфрідгоф в секторі 430